# 카네하라 안나
카네하라 안나(일본어: 金原杏奈, 1989년 2월 15일 ~ )는 일본의 배우이다.